# Виноделие в Израиле
Виноделие в Израиле — технологии и традиции виноделия, отрасли экономики Израиля.

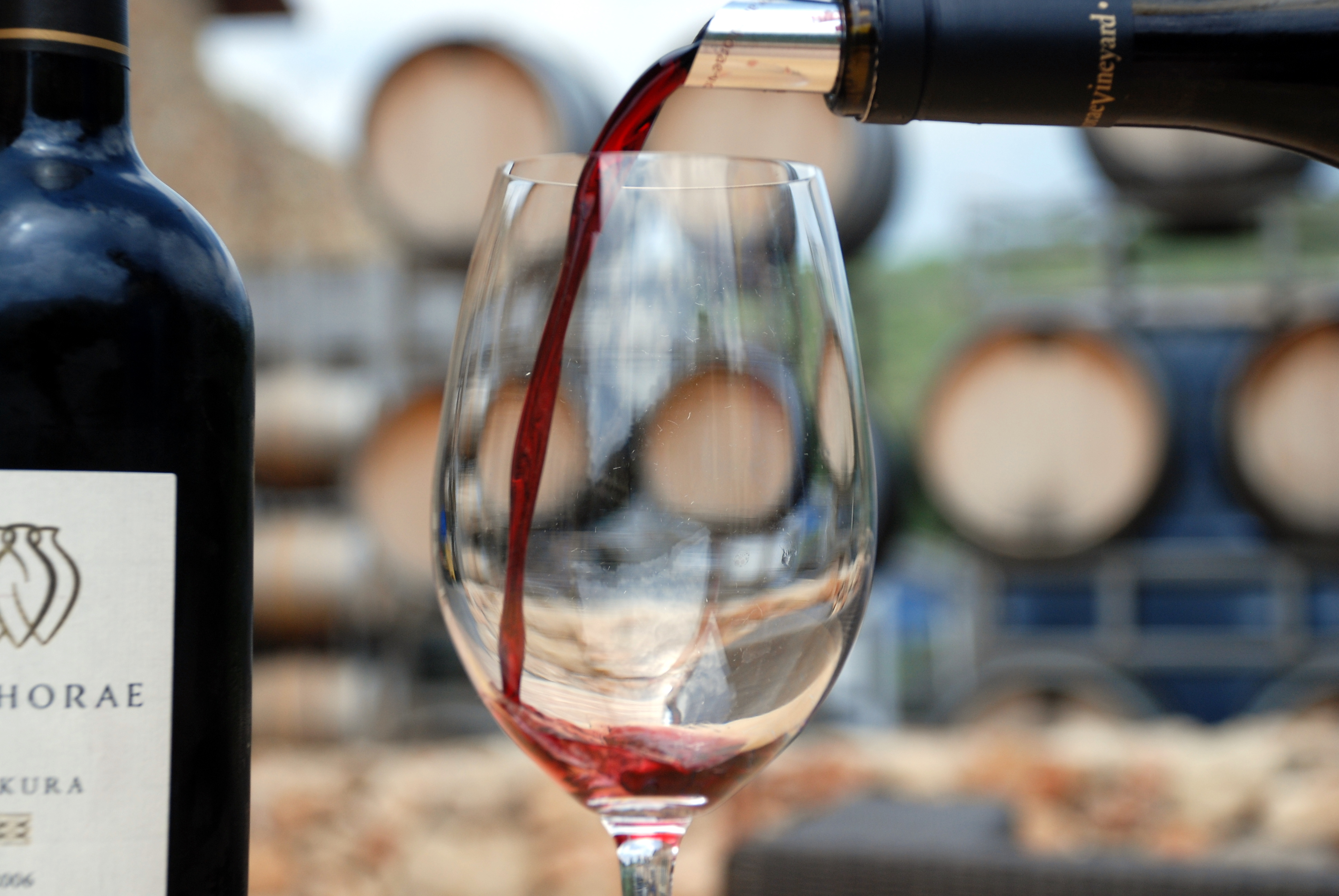

## История
Виноделие в Израиле, вероятно, появилось одновременно с культурным освоением винограда, то есть около IV—III тыс. до н. э., соответственно, возраст его насчитывает не менее 5—6 тыс. лет. В древней Иудее выращивание виноградников и изготовление вина было одной из главных отраслей сельского хозяйства. Согласно еврейской традиции, встреча Субботы, празднование Пасхи, Нового года, Пурима, свадебные церемонии невозможны без вина. Также, вина поставлялись в Египет, ко дворам египетских фараонов, а во времена римского протектората — во многие уголки Римской Империи.
Когда в 636 году арабские племена завоевали Израиль, виноделие было разрушено более чем на тысячу лет, так как, согласно Корану, вино запрещено употреблять.
Современное промышленное производство вина в Израиле было основано более ста лет назад, с приездом на Святую землю первых поселенцев-евреев. Столкнувшись с многочисленными трудностями и убедившись в невозможности самостоятельно основать сельскохозяйственное поселение, первые сионисты решили обратиться за помощью к еврейским организациям Европы. Барон Эдмонд де Ротшильд, к которому в первую очередь обратились поселенцы, принимает решение выделить 1000 франков на сооружение колодца и направить в Эрец Исраэль сельскохозяйственных рабочих в помощь поселенцам. Так было положено начало закладке виноградников в Ришон ле-Цион, в Зихрон Яков и в Рош-Пина.
В стране насчитывается свыше 300 виноделен — несколько десятков промышленных предприятий и множество появившихся в последние десятилетия маленьких виноделен-«бутиков». Крупнейшие производители — Кармель (англ. Carmel Winery), Barkan Wine Cellars, Golan Heights Winery; среди других известных производителей Израиля можно назвать Teperberg, Binyamina, Galil Mountain, Tishbi, Tabor, Recanati и Dalton.
По состоянию на 2012 год виноградники занимали около 5000 га, урожай винограда составлял 52 873 метрических тонн, производилось 36 миллионов бутылок вина в год; к 2015 году площадь виноградников увеличилась до 5500 га.

## Районы виноделия
В Израиле выделяется пять винодельческих районов: Галилея (включая Голаны, Верхнюю Галилею и Нижнюю Галилею); Иудейские холмы (окрестности Иерусалима); Самсон (район между Иудейскими холмами и прибрежной равниной); пустынный район Негева; и район Шомрон, включающий часть Израильской прибрежной равнины — побережье Кармель и равнину Шарон.

## Сорта винограда
Сорта винограда, культивируемые в Израиле и предназначенные для виноделия, а также районы выращивания этих сортов:
- Каберне Совиньон (18 % от общего урожая)
- Кариньян (17 % от общего урожая)
- Мерло (13 % от общего урожая)
- Шираз, Сира (7 % от общего урожая)
- Пти вердо (5 % от общего урожая)
- Аргаман (5 % от общего урожая, Зихрон-Яков, Шимшон)
- Коломбар (4 % от общего урожая, все винодельческие районы)
- Александрийский мускат (англ. Muscat of Alexandria) (4 % от общего урожая)
- Шардоне (3 % от общего урожая)
- Рислинг (все винодельческие районы страны)
- Мускат Рислинг (Зихрон-Яаков, Шимшон)
- Эмеральд Рислинг (2 % от общего урожая, все винодельческие районы)
- Petite Sirah (2 % от общего урожая)
- Каберне-фран (2 % от общего урожая)
- Мальбек (2 % от общего урожая)
- Совиньон Блан (2 % от общего урожая, все винодельческие районы страны)
- Семильон (все винодельческие районы)

## Кошерные вина
Кошерные вина должны быть изготовлены в соответствии со строгими критериями:
- возраст виноградника должен быть более 4 лет
- виноградник должен отдыхать каждый седьмой год
- при производстве вин могут использоваться только кошерные материалы,
- с момента прибытия на винодельню к ягодам и продуктам, получаемым из них, могут прикасаться только евреи, «соблюдающие субботу».